# 中野照子 (バレーボール)
中野 照子（なかの てるこ、1965年10月3日 - ）は、日本の元女子バレーボール・ビーチバレー選手。

## 来歴
東京都八王子市出身。青山学院大学在籍時に、ユニバーシアードのインドア日本代表に選ばれ金メダルを獲得。
卒業後、小田急に入社。バレーボール部に所属し活躍後、ビーチバレーに転向。
ジャパンレディースでタイトルを獲得。1996年、アトランタオリンピックにも石坂有紀子とのペアで出場し9位となる。
近年はバレーボールクリニックでの普及活動や、バレーボール解説者活動を行っている。
2013年からは母校である青山学院大学女子バレーボール部でコーチを務めている。

## 所属チーム
- 八王子実践高等学校
- 青山学院大学
- 小田急（1988-1991年）
- ビーチバレー（1991年-）